# Ravi Sethi
Ravi Sethi (n. 1947 en Murdana, Panyab) es un informático teórico de India, actual presidente de Avaya Labs Research. Es más conocido por ser uno de los tres autores de los clásicos libros de texto de ciencias de la computación Libro del dragón.
Obtuvo el Ph.D. en la Universidad de Princeton. Trabajó como profesor asistente en la Universidad Estatal de Pensilvania, antes de integrarse a los Laboratorios Bell en 1976. Posteriormente, en 1996 fue nombrado miembro honorario de la Association for Computing Machinery.